# Maximilian Reinhold Karl von Güldenstubbe
Maximilian Reinhold Karl von Güldenstubbe (* 20. Oktober 1850 in Arensburg; † 13. Dezember 1931 in Dorpat) war in Arensburg auf der Insel Ösel Landgerichtsassessor und Dichter. 

## Leben
Maximilian Reinhold Karl besuchte das Gymnasium in Arensburg und studierte von 1869 bis 1873 Rechtswissenschaften an der Kaiserlichen Universität Dorpat. Danach wurde er Archivar des estländischen Kontrollhofs in Dorpat, diesem oblag die staatliche Kontrolle und Rechnungsprüfung. Von 1875 bis 1883 war er Assessor des Landgerichts in Dorpat und anschließend Notar am Ordnungsgericht. Nach der Übernahme der russischen Gerichtsordnung war er mittellos und erhielt keine Bezüge. Er wandte sich der Literatur zu und verfasste Gedichte und Erzählungen.

## Familie
Die baltisch-schwedische Adelsfamilie Güldenstubbe war auf der livländischen Insel Ösel beheimatet. Sein Vater war der stellvertretende Landmarschall, Landrat und Präsident des Konsistoriums und Oberkirchenvorsteher Karl Gustav von Güldenstubbe (1798–1867), der mit Johann Appolonie, einer geborenen Pilar von Pilchau (1820–1880), verheiratet war. Maximilian von Güldenstubbe heiratete 1892 Lucie Elisabeth von Bock (* 1862), ihre Nachkommen waren:
- Waltrun Anna Charlotte von Güldenstubbe (* 1893)
- Karl Gustav von Güldenstubbe (1894–1945), Friedensrichter, verheiratet mit Irmgard Alwine Kroll (* 1895)
- Inga Hortensia von Güldenstubbe (* 1896)
- Ada Hilda Mathilde von Güldenstubbe (* 1897)
- Bertha Eleonore von Güldenstubbe (* 1899)
- Sigrid Klara Marie von Güldenstubbe (* 1902)
- Ernst Gustav von Güldenstubbe (* 1904) Dipl.-Ing. in Berlin, verheiratet mit Gertrud Viktoria Wilhelmine Stein (* 1904)
- Wilhelm Maximilian von Güldenstubbe (* 1906), Papierfabrikant, Annemarie von Brevern (* 1905)

## Werke
Im Lexikon der deutschsprachigen Literatur des Baltikums und St. Petersburg: Vom Mittelalter bis zur Gegenwart sind folgende Werke verzeichnet:
- Hubert. Eine Erzählung aus der Reformationszeit, Leipzig, 1905
- Himmel und Erde. Sieben Gedichte, Leipzig, 1907
- Der Kampf um das Glück. In: Grotthuß 1894/95, S. 206/S. 243